# Lasha Bekauri
Lasha Bekauri –em georgiano, ლაშა ბექაური– (26 de julho de 2000) é um desportista georgiano que compete em judô.
Participou nos Jogos Olímpicos de Verão de 2020, obtendo uma medalha de ouro na categoria de –90 kg. Ganhou uma medalha de ouro no Campeonato Europeu de Judô de 2021, na mesma categoria

## Palmarés internacional
| Jogos Olímpicos    | Jogos Olímpicos    | Jogos Olímpicos | Jogos Olímpicos |
| Ano                | Lugar              | Medalha         | Categoria       |
| ------------------ | ------------------ | --------------- | --------------- |
| 2020               | Tóquio ( Japão)    | Medalha de ouro | –90 kg          |
| Campeonato Europeu |                    |                 |                 |
| Ano                | Lugar              | Medalha         | Categoria       |
| 2021               | Lisboa ( Portugal) | Medalha de ouro | –90 kg          |